# Bandar Maruhur
Bandar Maruhur is een bestuurslaag in het regentschap Simalungun van de provincie Noord-Sumatra, Indonesië. Bandar Maruhur telt 1278 inwoners (volkstelling 2010).